# Michel Tyszblat

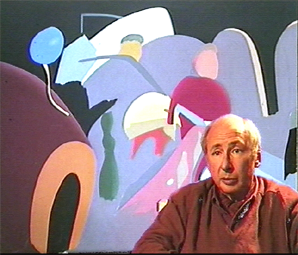
Michel Tyszblat (1995)

Michel Tyszblat (* 1936 in Paris; † 27. November 2013 ebenda) war ein französischer Maler.

## Leben
Tystblat wurde in einer polnischen Familie geboren und war Schüler von André Lhote und Robert Lapoujade. Er gilt als Vertreter der narrativen Figuration. Außerdem war er begeisterter Musiker. Im Jahr 1990 wurde er mit dem Ordre des Arts et des Lettres ausgezeichnet.

## Ausstellungen
- 1999 Tessa Herold Galerie Paris Galerie Bruno Delarue, Paris, Galerie Thérèse Roussel, Perpignan
- 2001 Retrospektive Noroît Center, Arras
- 2002 Galerie Delerive, Lille. Center Gallery Paris
- 2003 Center Gallery Paris und Saint-Denis de la Réunion
- 2005 Retrospektive in der Villa Tamaris, La Seyne-sur-Mer
- 2008 Zentrum für zeitgenössische Kunst Farbos Raymond, Mont-de-Marsan

## Öffentliche Sammlungen
- Nationales Zentrum für zeitgenössische Kunst
- Museum in Dunkerque
- Museum für Moderne Kunst der Stadt Paris
- Museum für Ostende
- Museum Verviers
- Museum in Sarajevo
- Museum in Mons
- Museum in Santiago de Chile